# 京王5000系電車 (2代)
京王5000系電車（けいおう5000けいでんしゃ）は、2017年（平成29年）に運行を開始した京王電鉄京王線のデュアルシートの通勤形電車である。
本項では京王線上で東側を「新宿寄り」、西側を「京王八王子寄り」と表現する。編成単位で表記する必要がある場合は新宿寄り先頭車の車両番号で代表し、5731編成の様に表現する。京王では京王八王子寄りを1号車として車両に号車番号を表示しているが、本稿では各種文献に倣って新宿寄りを左側として編成表を表記し、文中で例えば「2両目」と記述されている場合は新宿寄りから2両目であることを示す。

## 概要
利用客の着席ニーズに対応するため、京王電鉄初の座席指定列車「京王ライナー」での運用を目的に開発・導入された。座席指定列車として使用される際はクロスシート、それ以外のときはロングシートとなるよう転換できるデュアルシート（マルチシート）を備えている。2017年9月29日から一般列車で営業運転を開始し、2018年2月22日のダイヤ改正から「京王ライナー」での運転を開始した。
当初は10両×5編成が総合車両製作所で製造され、2019、2022年、2024年にそれぞれ1編成10両が増備された。本形式の導入に伴い、7000系の初期編成が代替で廃車されている。
2017年のグッドデザイン賞に選定されている。

## 外観

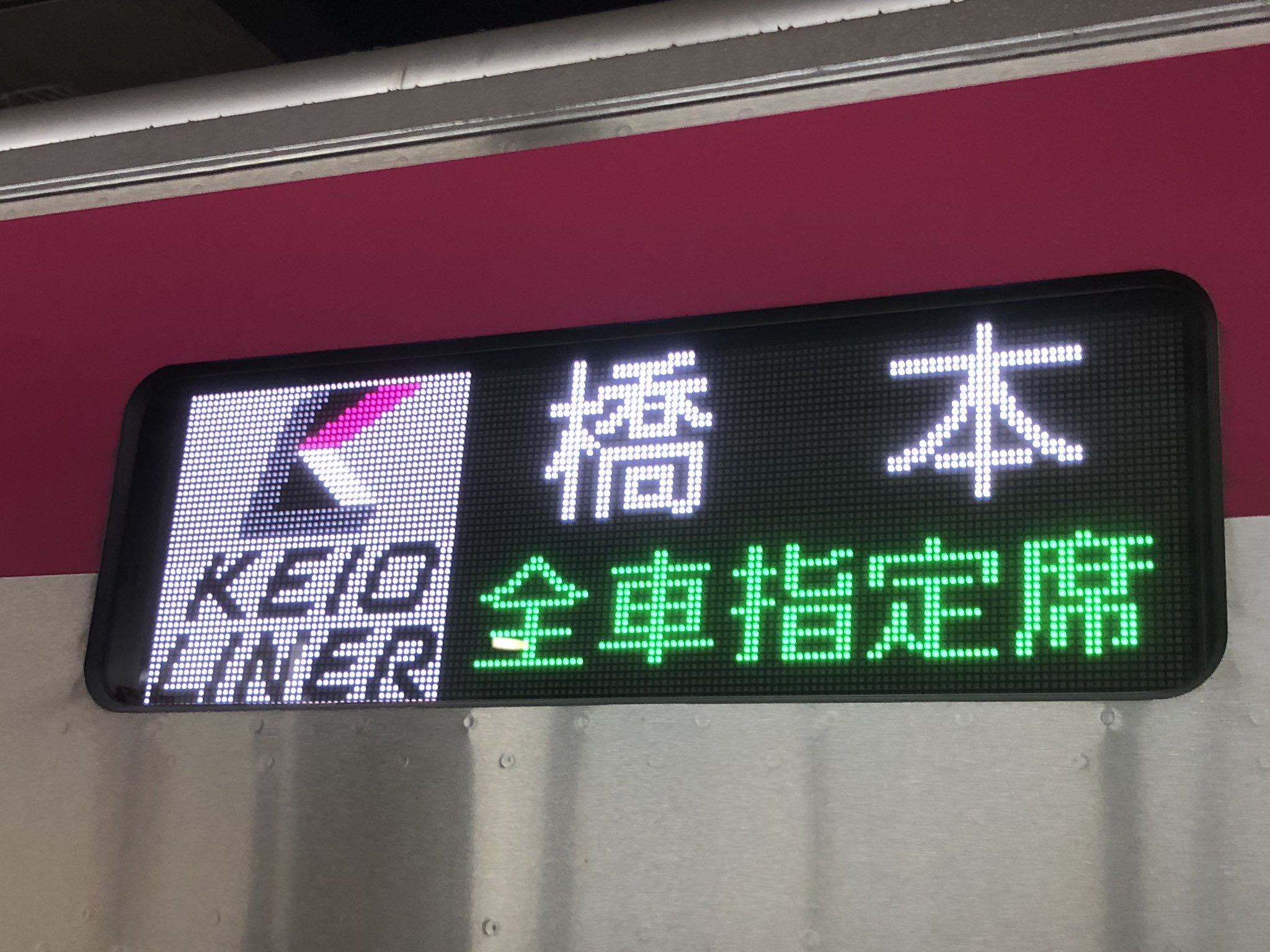
京王5000系のフルカラーLED表示案内(京王ライナー運転時)

車体は溶接組立構造のステンレス製であり、外板をレーザー溶接でつなぎ合わせる総合車両製作所製のsustina構体が採用されている。これにより、これまでのステンレス車体に見られた板と板を重ねる「せぎり」がなくなり、車体全体を滑らかに美しく仕上げているとともに、連続したレーザー溶接によりシール部の施工箇所を削減することでメンテナンス性の向上を図っている。
また対向列車とオフセット衝突した場合に備えて、車端部の妻構体の妻柱部に衝突柱を設けることで衝突安全性の向上と、構体骨組をリング状に配置する構造と車内に内装ロールバーを採用することで車体強度の向上をそれぞれ図っている。20 m両開き4扉、扉間に窓2枚の基本レイアウトが採用されたが、扉間の窓2枚の幅は異なっており、広い方の窓のみ下降窓となっている。前頭部はFRP製としており、先頭車運転台側は中間車より台車中心から車端までの長さが500mm延長された。スカートも3次元的形状となり、コーポレートカラーである京王レッドに塗装された。前面窓上と、側面中央部窓上にフルカラーLED式の表示装置が設置され、側面のものは従来車より大型化されている。
従来車両よりシャープで立体的な前面形状が採用されており、京王の車両としては初めて前面が大きく傾斜している。前面はスマートな列車を表現するためカラーリングに黒が多用され、窓上部に京王レッドの、窓下部に京王ブルーの帯が巻かれており、包容感を感じさせる温かみの中に気品のある表情を持たせ、コーポレートカラーをシンプルにまとう上品なデザインでまとめている。傾斜した前面形状で運転台スペースが制約される中、高運転台構造を維持しつつ必要な機器を収めるため、前面貫通扉を正面から見て左側（助士側）に配置した。これは京王線系統の車両では初である。正面窓下左右側に前部標識灯、後部標識灯、装飾灯からなる標識灯ユニットが配置されており、いずれの光源もLED照明である。

## 車内
内装は従来のコーポレートカラー主体のデザインから変更し、高尾山の木々と織物の街・八王子の絹という多摩地域の色と素材にこだわった、華やかな室内空間を表現したデザインとしており、座席表皮は「多摩織」をモチーフとした上質な高級感を演出している。室内は上に行くほど色が明るくなっており、天井両側を凸曲面とすることで開放感がある室内空間とし、ガラス製の扉部仕切りと妻引戸の採用で奥行きのある開放感をもたせている。また車内の快適性を確保するため、床に静粛性の高い素材を、側窓にUVカットガラスをそれぞれ採用しており、手すりには清潔感を出すため電解加工を施して指紋が付きにくくしている。
京王電鉄の車両としては初めて、クロスシートとロングシートの転換機構を備えたデュアルシートを採用し、座席指定列車として使用される際はクロスシート、それ以外のときは基本的にロングシートとなる。転換機構付き座席は総合車両製作所とコイト電工が共同開発し、コイト電工が製造を担当した。扉間には1人あたり座面幅460mmの偏心機構によって回転する2人掛け座席が片側3組配置されている。この座席は新規に開発が行われた座席であり、通勤電車として運用されるのと回転中の座席同士の干渉を避けるため、座席幅の確保については困難を極めたが、回転軌跡上にある窓枠下部の窓きせの形状の見直しとともに、2人掛座席の両側にある肘掛けの内側を削ることで1人あたり座面幅460mmを確保した。また、複雑な偏心回転を行うクロス/ロング転換機構には、新幹線車両で十分な実績のある構造を組み合わせることで、電動式による安定的な動作を実現しており、クロスシート状態時の手動での座席転換は、肘掛けの後ろにあるレバーを引くことで座席が回転して転換する。座席の支持構造では、クロスシートとロングシートの各状態においては、座席の支持位置が変化するため、支持構造の支持部品の形状と配置の試行錯誤を繰り返しており、その結果により、クロスシートとロングシートの各状態でも、がたつきが少ない安定した着座を実現している。
車端部には、総合車両製作所とシロキ工業（現：アイシンシロキ）が共同開発しシロキ工業が製造を担当した1人あたり座面幅505 mmの固定式3人掛け座席が設けられ、座席間には肘掛けが設置された。座席座面と背もたれ下部は茶系の色の明暗により凹凸を表現したモケット織、背もたれ上部は濃い茶色のモール織が採用された。座席表地は龍村美術織物製である。全車両に設置された車椅子・ベビーカースペースには、壁掛け型のヒーターと立ち客が利用できる腰当てが設けられている。この区画には他の京王電鉄保有車両と同様に優先席表示のステッカーが貼付され、優先席区画であることを示すつり革が設置されているが、京王ライナー充当時には座席指定券不要区間であっても優先席としての運用を行わない。
室内灯は、総合車両製作所とコイト電工が共同開発しコイト電工が製造を担当したLED式の調光・調色式照明となり、朝の通勤時には爽やかな色、夜の座席指定列車時では落ち着いた暖色系の色に変えることが可能であり、天井両側の曲面部に照射するように配置した間接照明を採用している。クロスシートとロングシートのどちらで使用されている場合でも画面が見やすいよう、各扉上部と客室天井部の枕木方向に三菱電機製の17インチワイド液晶式案内装置が2台一組で各車両14組28台設置された。右側の画面には運行情報を、左側には広告が表示される。放送装置は、八幡電気産業製の高音質ステレオ方式を採用しており、ステレオ効果が最大限に得られるように車内スピーカーはKEF社製の物が1両あたり8台設置されている。天井面の左右にLとRが交互に配置されているほか、制御装置に音源を内蔵することで、イベント時にBGMを流すことができる。また、外部プレーヤが接続可能なステレオミニジャックを設けている。
サービス機器として、2人掛け座席の脚台および3人掛けロングシートの肘掛け部には、総合車両製作所とシロキ工業が共同開発しシロキ工業が製造を担当した電源コンセントが設けられ、UQコミュニケーションズ製フリーWi-Fi装置、パナソニックとJR東日本テクノロジーが共同開発した「nanoe（ナノイー）」搭載空気清浄機を天井中央部にあるラインフローファンのバックスペースに各2台設置されている。電源コンセントはクロスシートの時しか使えない設定となっている。各車両に4台ずつ日立造船（現：カナデビア）製の逆光補正付き車内防犯カメラが設けられている。
客室扉の戸閉装置は、京王電鉄としては初めてラック機構を有したナブテスコ製の電気式ドアエンジン（Rack☆Star）を採用しており、ドアの挟まれを検知するとドアの推力を変化させて抜けやすくする戸挟み防止機能のほか、長時間の駅停車時の冷暖房効果を高めるための3扉閉機能のほかに、座席指定列車時での乗降をするドアを一部に限定にする限定扉機能を有している。
2019年（令和元年）度に新造された5736編成からは、新たにドリンクホルダーや優先席車端部にひじ掛けが装備された。今後既存の車両にも順次装備される予定となっている。また、天井部配色は従来のゴールドではなく、白一色となっている。
2022年（令和4年）度に新造された5737編成では、日本初となるリクライニング機能を備えたデュアルシートが採用された。

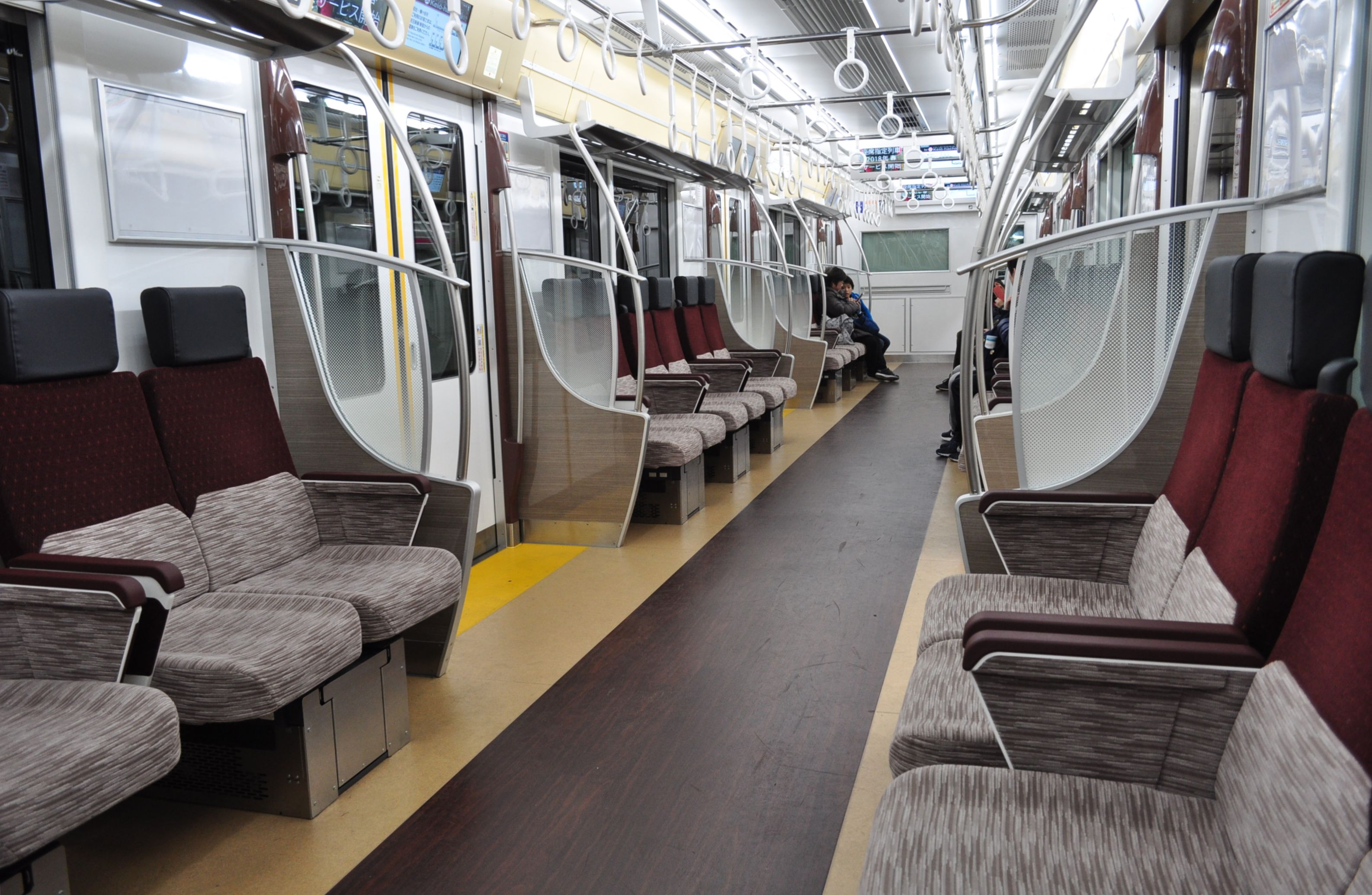
ロングシート時の車内
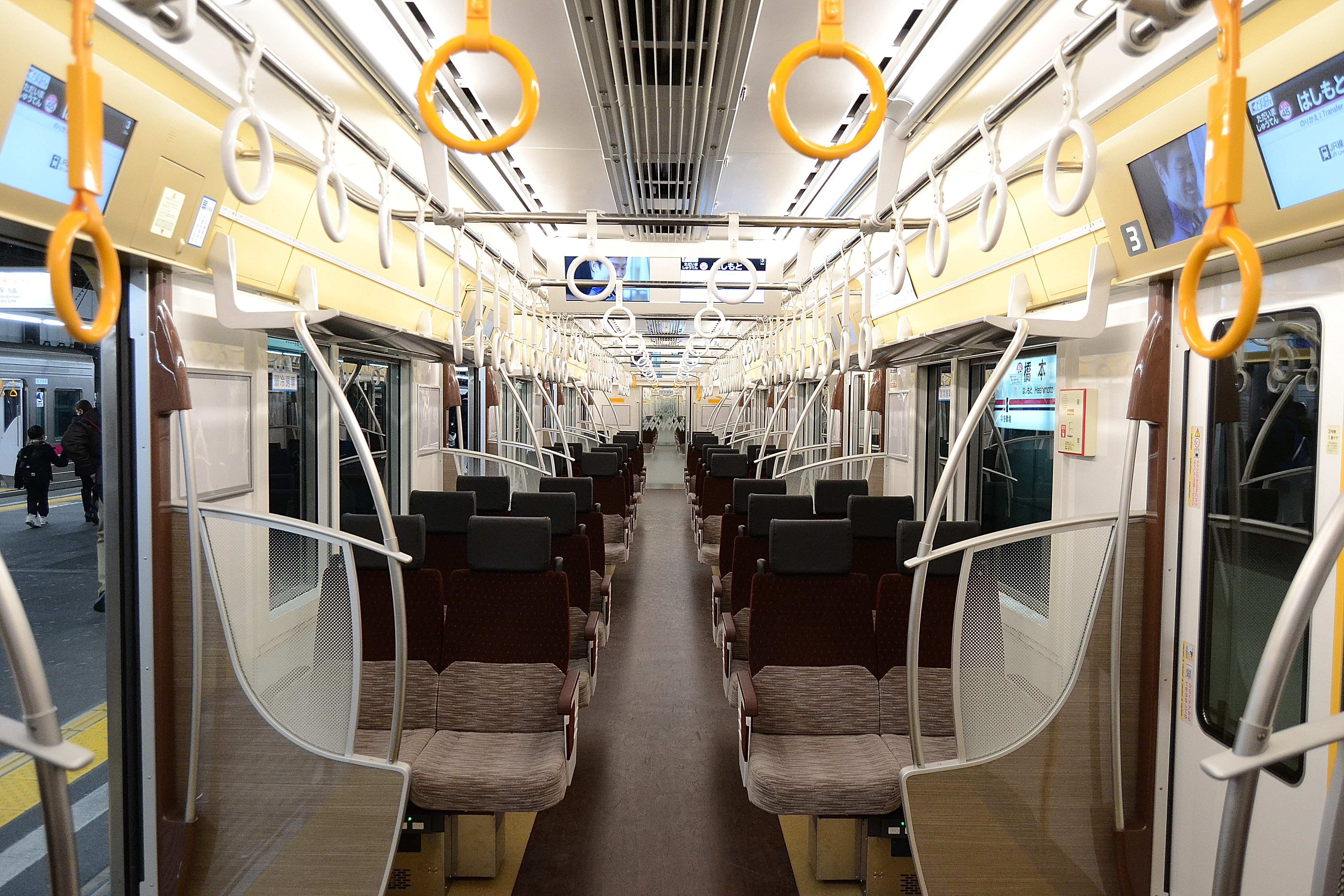
クロスシート時の車内
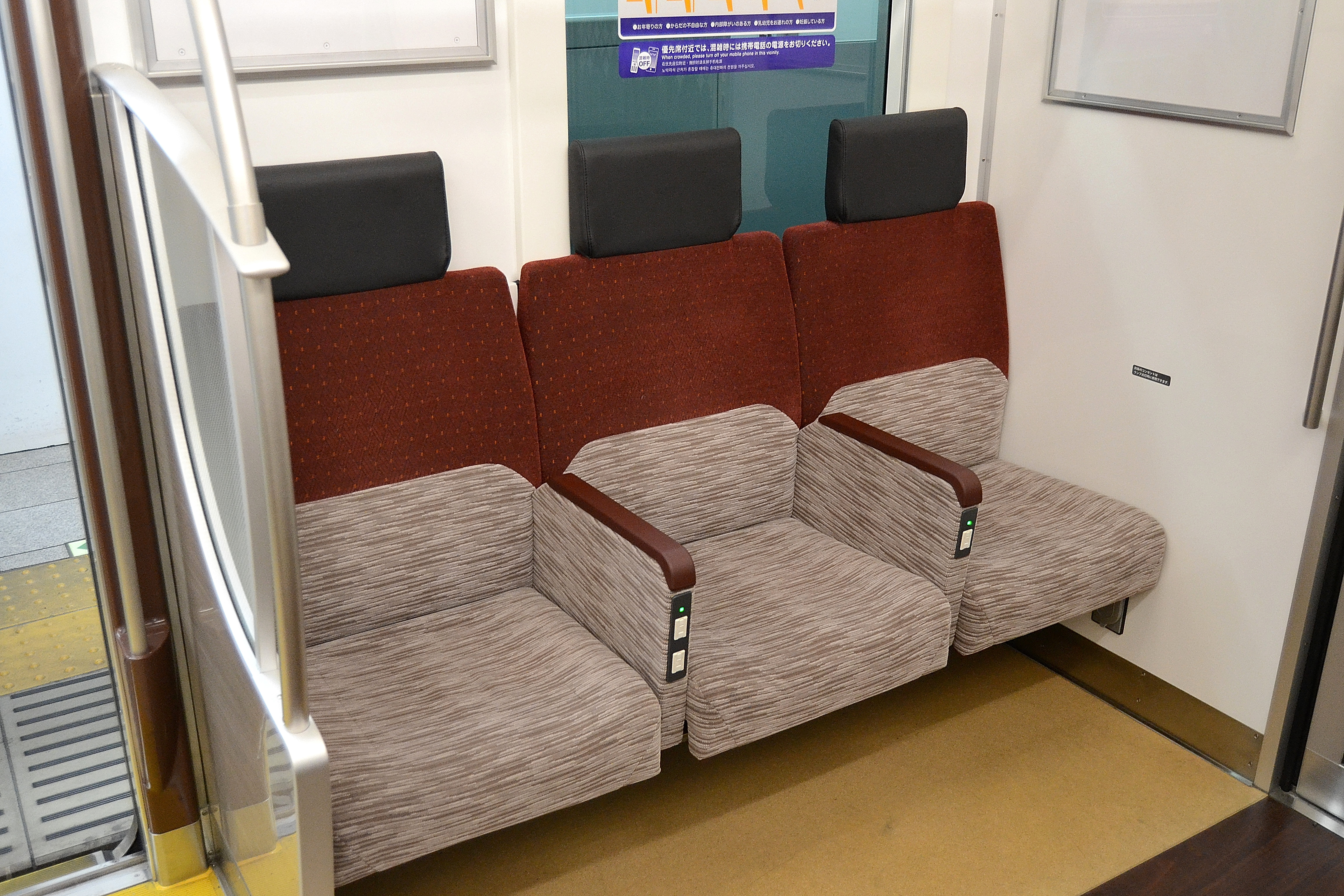
車端部にある3掛けのロングシート
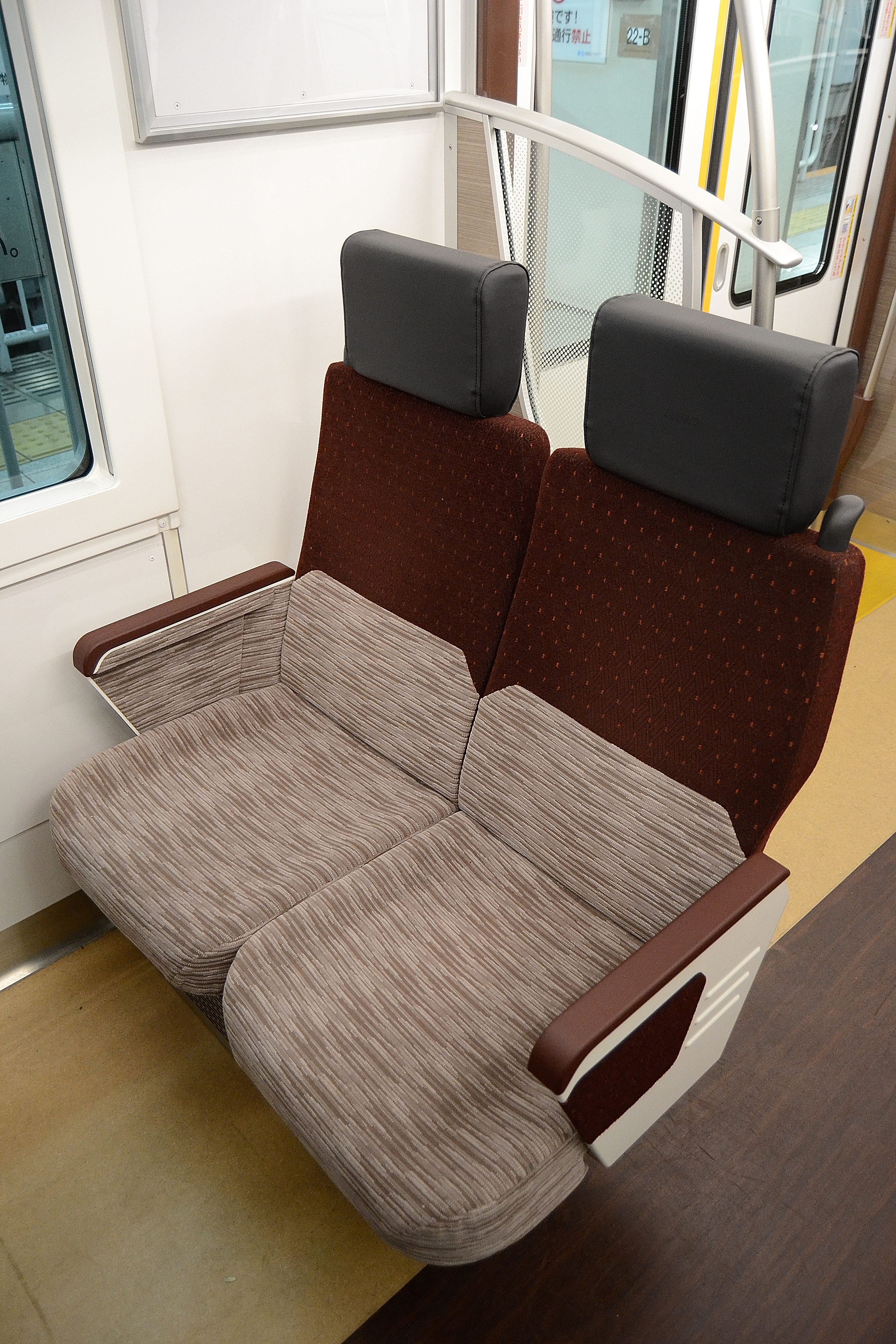
2掛けのロング・クロス転換シート
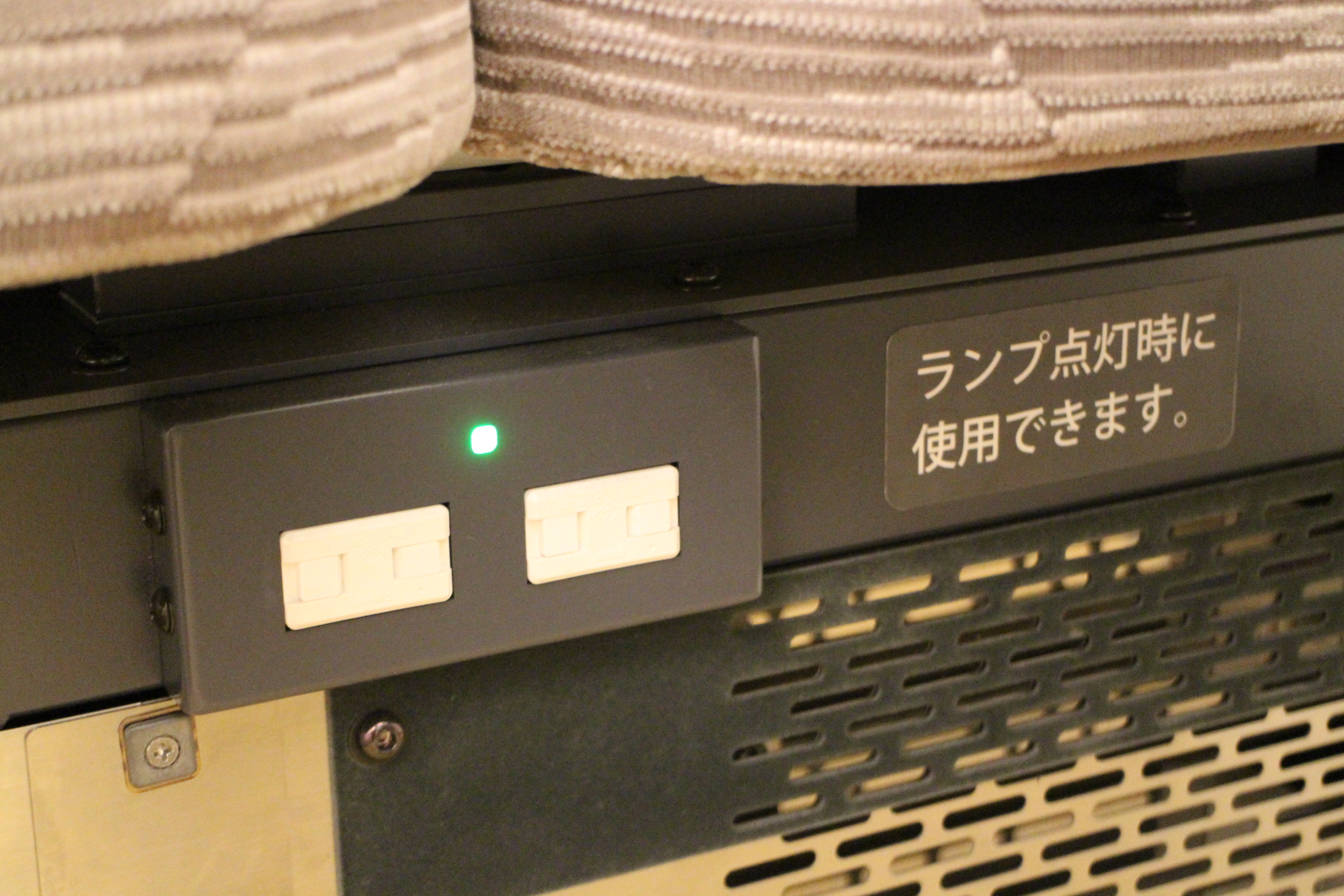
2掛けのロング・クロス転換シートに設置されている電源コンセント
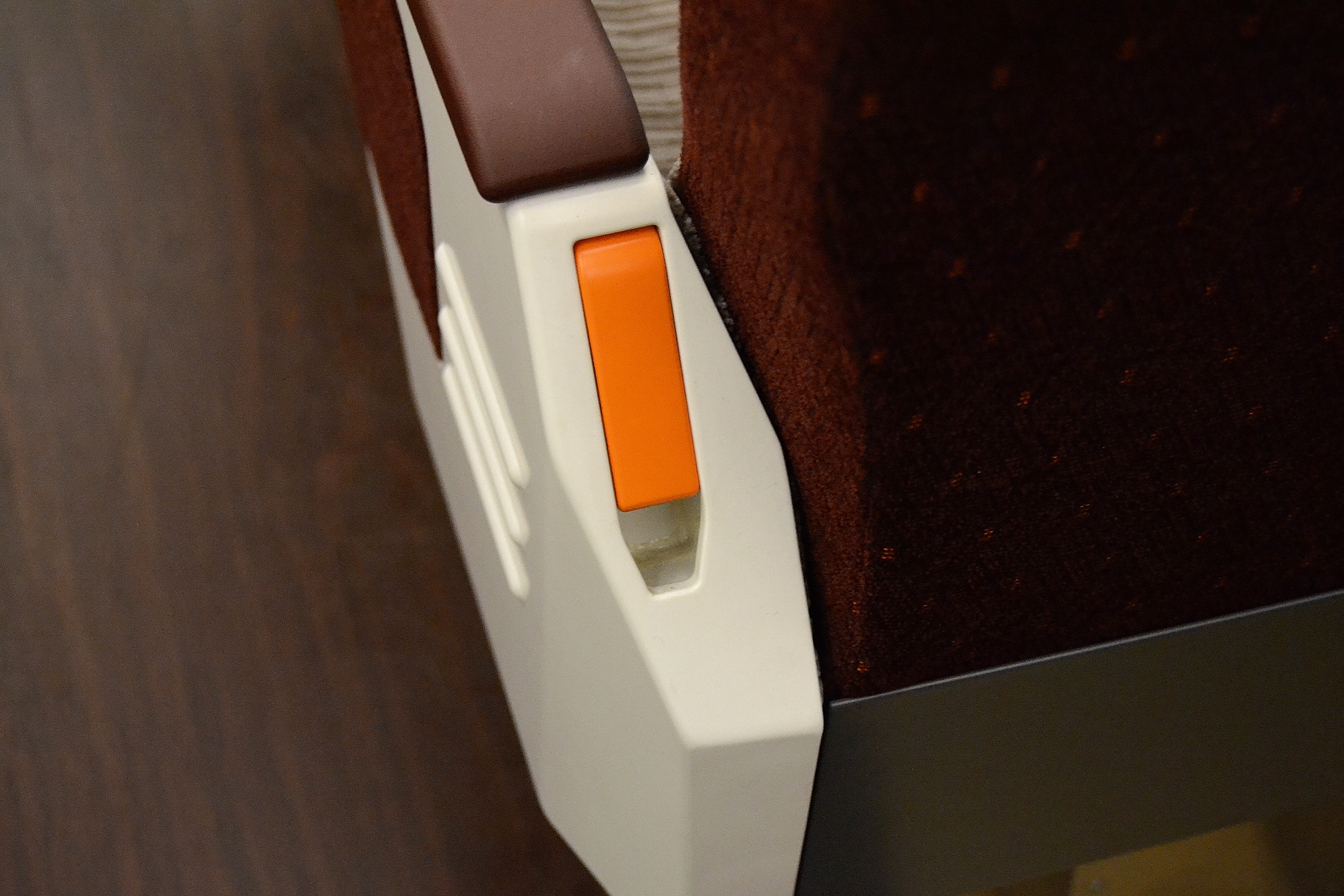
2掛けのロング・クロス転換シートの肘掛け後部にある座席を回転させる為のレバー
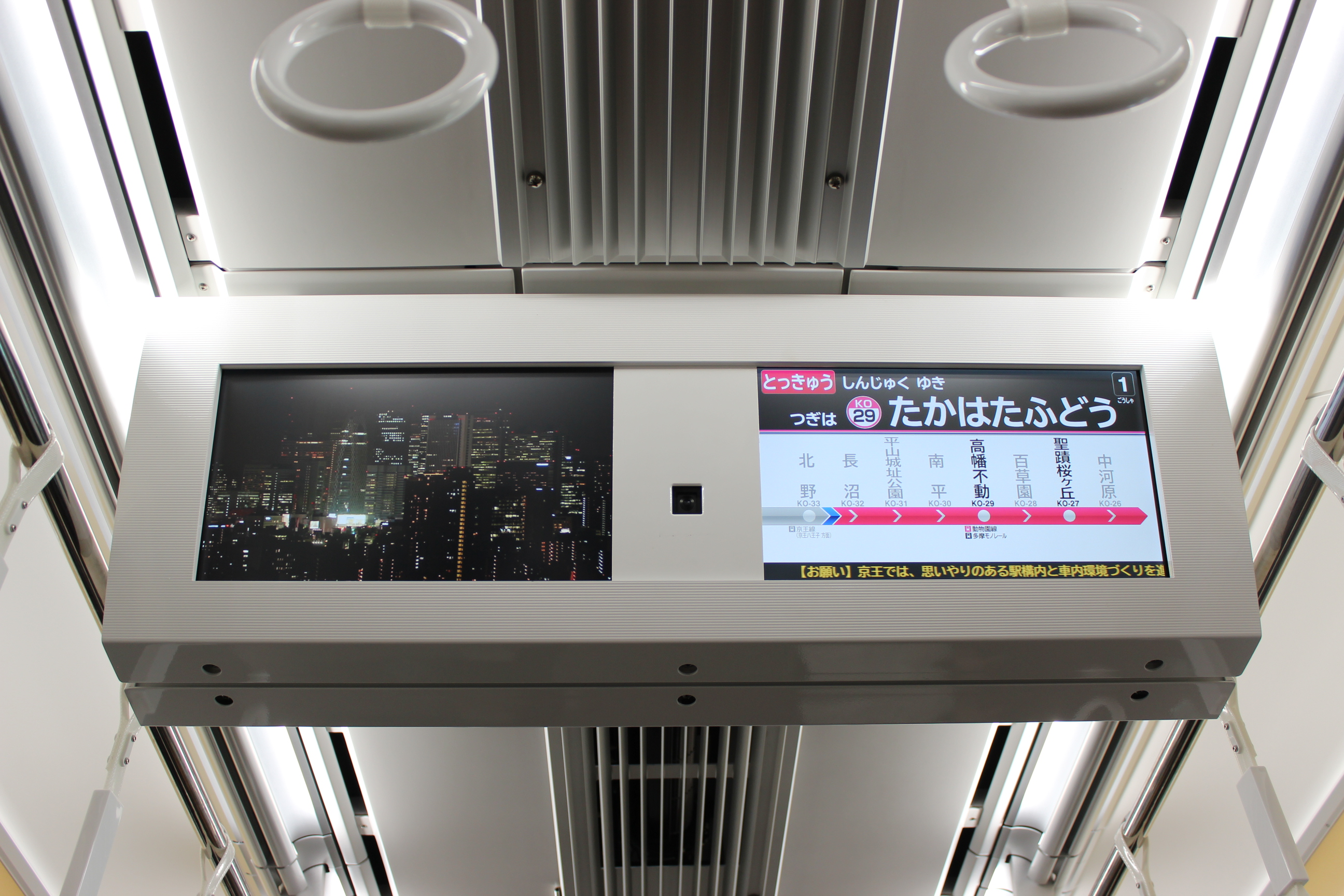
客室天井部の枕木方向に設置された液晶ディスプレイ案内装置
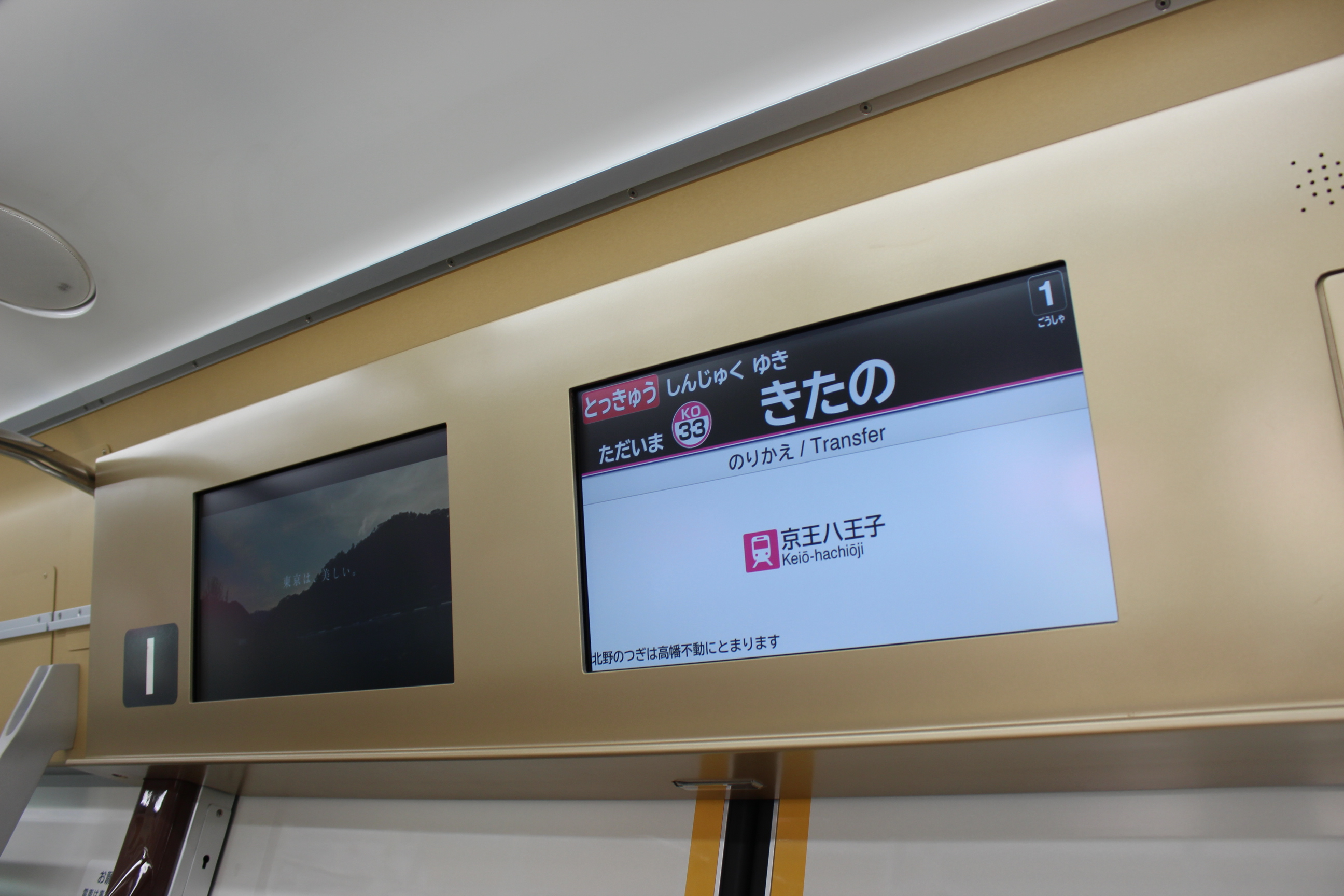
各扉上部（鴨居部）に設置された液晶ディスプレイ案内装置
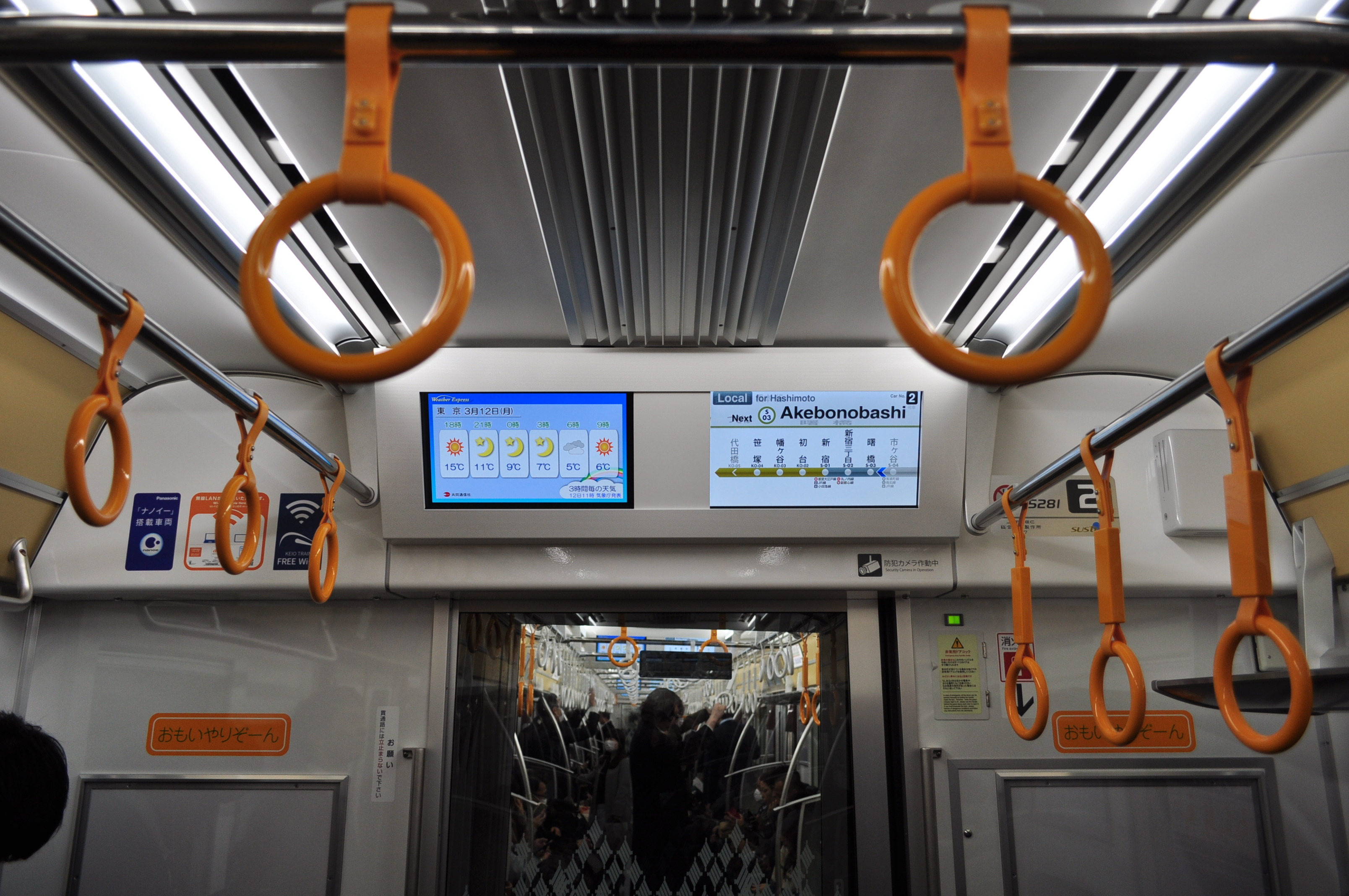
通路扉上部の液晶ディスプレイ案内装置

### 乗務員室
大きく傾斜した前面形状を採用しつつ、高運転台構造の維持と視界拡大、必要な機器の搭載などの要求を満足するため、機器配置の見直しと避難経路確保のための前面貫通路を正面向かって左側にするなど、従来車両とは乗務員室のレイアウトが大きく変更されている。運転室の配色はグレー系、運転台はユニットごとに取外しが可能な構造の総合車両製作所のユニット式運転台「フリージアコンソール」が採用されており、将来の改造で有利な構造としている。また、京王電鉄としては初めての採用となる3つの画面の運転台表示器を配置しており、速度計、圧力計、表示灯などの表示のほか、蓄電池とその残量、パンタグラフ、VVVFインバータ装置、主電動機との間で電気の流れを表示するエネルギーモニタ機能が備わっている。速度計や圧力計などの運転に必要な計器類は、従来のアナログ式を模した白背景の丸形計器のデザインとし、それらが、運転士の着座位置と主幹制御器の中心軸上に表示されるものとなった。
主幹制御器はデッドマン装置付きのT形ワンハンドルマスコンで、運転士の操作がロータリエンコーダにより信号に変換された後に二重系で出力され、各機器に伝送される。
保安装置として、京三製作所製京王線内用ATCに加え、日立製作所製都営地下鉄新宿線用D-ATCを装備しており、都営新宿線への直通も対応している（2021年5月時点においては都営新宿線内での京王ライナーとしての運行はない）。また、新たにホーム検知装置（ジェイアール西日本テクノス製）が備えられている。これは、乗務員室の運転士背面の中央部にホームの検知状態を示す表示灯とドア開操作の誤操作を注意喚起するブザーで構成された報知盤が設置されており、ホームの有無を車両側のセンサーで検知して、ホームが検知できない側で誤ってドア開操作をしても、ドアの開操作は行われず、ブザーで注意喚起する。事故発生時の記録を目的として、両先頭車に日立造船製の前方監視カメラを設置している。

## 主要機器
ここでは製造時の機器構成について述べる。

### 伝送指令システム
京王電鉄で初めてサービス機器への指令のみならず力行・制動などの主要機器への指令も伝送指令とし、車両の引通し線の削減を図ったK-TIMS(Keio Train Information Management System)と呼ばれる三菱電機製の伝送指令システムが採用された。システム全体が二重化されるとともに、主要機器への伝送経路も二重となっており、クロス/ロングシート転換座席の回転指令、室内LED灯の調光・調節指令、電源コンセントの入切指令、各機器の自動試験などがモニタ装置から実行できる。力行と回生ブレーキ時での主電動機のブレーキトルクを編成で一括管理して制御することで効率的で省エネルギー性の高い運転が可能としている。車両の車内案内装置を制御する編成間の伝送路には、K-TIMSと連携した100 Mbpsのイーサネット伝送が使用されている。

### 主制御装置・主電動機
定格3,300V・1,800AのSi-IGBT素子とSiC-SBD素子を組合わせたSiCハイブリッド素子による、日立製作所製VFI-HR2820W型VVVFインバータ制御装置が採用された。1台の制御装置で4台の主電動機を制御する1C4M構成を1群としたものを2群搭載しており、制御方式は速度センサレスのベクトル制御としている。故障の際には2群のどちらかの1群（主電動機4台）の解放が可能な故障冗長性を持っており、全電気ブレーキと定速運転機能を持っている。デハ5000形に搭載されておりデハ5050形と電動車ユニットを組んでいる。
主電動機は出力150 kWのHS33532-03RB型日立製作所製全閉型内扇冷却式かご形三相誘導電動機が、駆動装置は東洋電機製造製KD438-C-M形平行カルダン式（TD継手、TD230C-P）が採用されており、保守の軽減と騒音の低減を図っている。歯車比は85:14である。
さらなる省エネルギー性を推進する目的として新技術の車上蓄電システムを採用している。これは日立製作所製のリチウムイオン電池を4直列4並列接続した680V、15.2kWhの電池モジュールを、編成中央の電動車（デハ5050形5100番台）1両の床下に2個搭載したものである。この蓄電システムには、ブレーキを掛けた際の回生ブレーキ時に主電動機から発生する電力を充電し、力行の時にはこれを走行用に放電することで電力消費量を削減する。また停電時には、この電池に蓄えられた電力を利用して1台のVVVFインバータ装置を起動することで編成内の電動車ユニット2両（1ユニット8モーター）を用いた自力走行が可能であり（この時では通常の6M4Tから2M8Tとなる）、橋梁上で列車が停止した場合などでも移動させることができるようになっている。

### 制動装置
制動装置は回生ブレーキ併用電気指令式空気ブレーキのナブテスコ製HRDA-1が9000系に続いて採用されたが、弁制御をアナログ電流制御方式からON-OFF方制御弁に変更され、ブレーキ性能の安定性向上を図っており、K-TIMSの編成ブレーキ制御により付随車の制動力を電動車の回生ブレーキで負担する遅れ込め制御をユニットごとの制御から編成全体の制御に変更しており、回生ブレーキのさらなる有効性を図っている。また、Tc車とT車には、フラット防止機能（滑走再粘着制御）を有しており、車輪の滑走によるブレーキ距離の増大と車輪のフラット防止を図っている。

### 台車

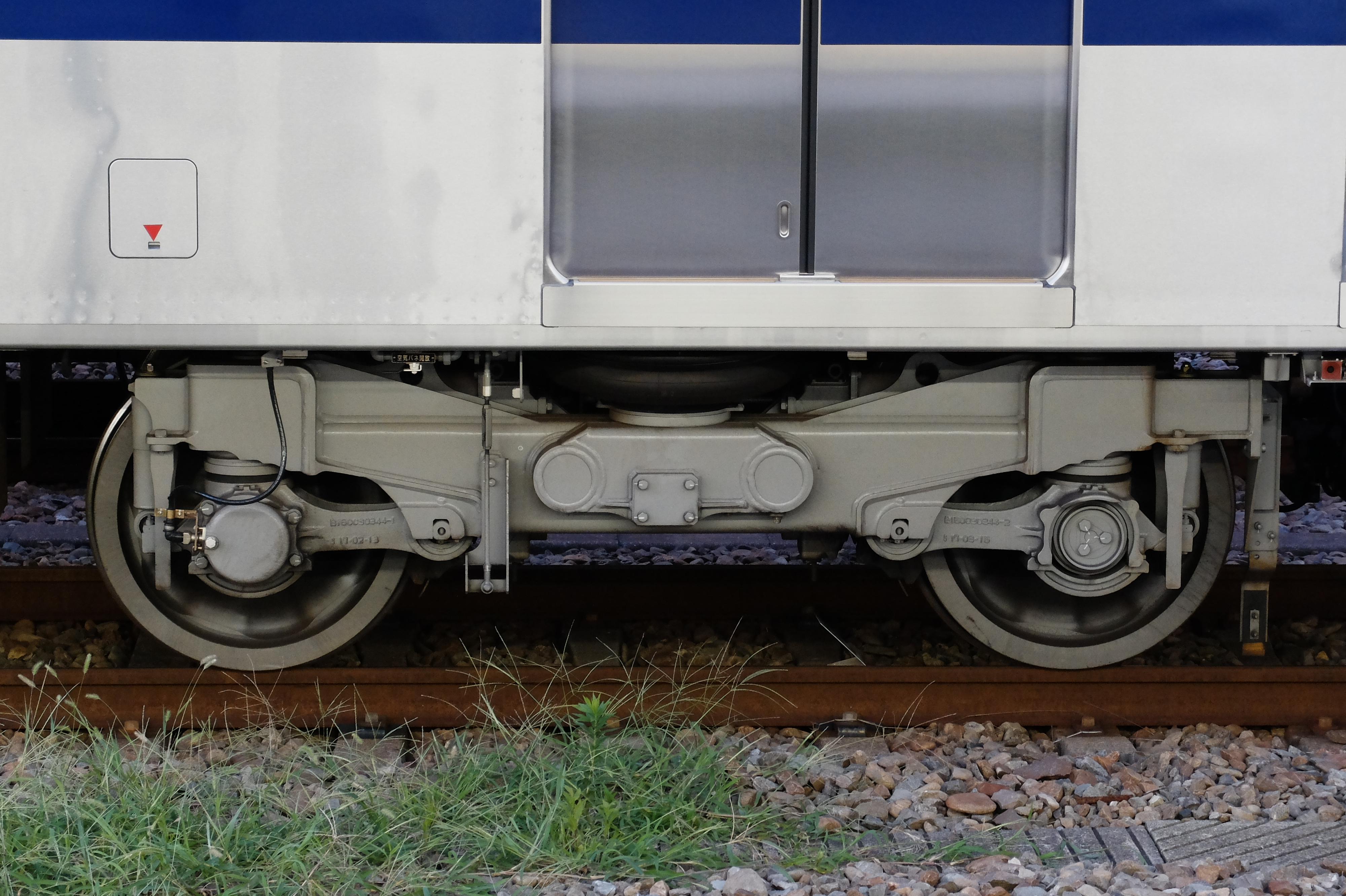
TS-1018C付随台車、軸ダンパが装備可能である

台車は9000系用をベースとした総合車両製作所製の軸箱支持装置が軸梁式のボルスタレス空気ばねのTS-1017C動力台車、TS-1018C付随台車（いずれも固定軸距2,200 mm、車輪経860 mm）が採用された。台車の牽引力を車体に伝達するけん引装置は一本リンク式であり、基礎ブレーキ装置は、踏面片押し式のユニットブレーキである。将来の最高速度向上に備え、設計最高速度を130km/hとしており、さらなる乗り心地の向上のため、台車枠先端部と軸箱支持装置の軸梁の間に軸ダンパの取り付けが可能な構造となっている。

### 集電装置
集電装置として、9000系と同形式の東洋電機製造製電磁かぎ外し装置付きばね上昇空気式シングルアームパンタグラフがデハ5000形全車と、5100番台を除くデハ5050形に搭載された。

### 補助電源装置
補助電源装置は、東洋電機製造製60 Hz、440V、出力260kVAのIGBT素子の3レベル静止形インバータ (SIV)が5000番台と5200番台のデハ5050形に搭載されている。一系が故障した場合でも、待機している二系がバックアップとして作動する待機二重系方式を採用している、一系・二系の両方が故障した場合でも、乗務員室からのモニタ装置の操作により、6号車のデハ5000形に搭載された受給電接触器を作動させて、もう片方の補助電源装置からの給電を可能としている。

### 空気圧縮機
空気圧縮機は、ドイツ・クノールブレムゼ製のオイルフリーレシプロ方式（VV180-T形）を採用した、毎分吐出容量1,750リットルの除湿装置内蔵ピストン式電動空気圧縮機はコンパクトで環境への配慮とメンテナンス性の向上を図っており、5000番台と5200番台のデハ5050形に搭載された。

### 冷房装置
三菱電機製の屋上集中式58.14 kW (50,000 kcal/h) の冷房装置が各車に1台搭載されており、全自動運転を基本としているが、状況によりきめ細かい空調管理ができるように、乗務員室のモニタ装置の操作により、送風（換気）と除湿モードを手動で選択できるようにしている。

## 形式構成
5000系は以下の形式で構成される。各形式とも同一編成中で下2桁は同番号または同番号+50となっている。下2桁は31 / 81から附番されている。「デ」は電動車を、「ク」は制御車を、「サ」は付随車を、「ハ」は普通座席車を指す略号であり、形式名の前のカタカナ2文字はこれらを組み合わせたものである。

### デハ5000形
主制御装置、パンタグラフを搭載する中間電動車である。パンタグラフは京王八王子寄りに1基が搭載されている。編成位置により番号の百の位が異なっている。10両編成の2両目・5両目・8両目にそれぞれ5000番台（デハ5031 - デハ5037）・5100番台（デハ5131 - デハ5137）・5200番台（デハ5231 - デハ5237）に附番された車両が組み込まれている。デハ5050形とユニットを組み、デハ5000形に搭載された主制御装置で2両1ユニット、8個の主電動機を制御する。2017年度に15両、2019年度に3両、2022年度に3両が製造された。

### デハ5050形
デハ5000形とユニットを組み、電動空気圧縮機、補助電源装置または車上蓄電装置を搭載する中間電動車である。百の位はユニットを組むデハ5000形と同一で、2017年度に15両、2019年度に3両、2022年度に3両が製造された。10両編成の3両目・6両目、9両目にそれぞれ5000番台（デハ5081 - デハ5087）・5100番台（デハ5181 - デハ5187）・5200番台（デハ5281 - デハ5287）の車両が組み込まれている。5100番台以外には京王八王子寄りにパンタグラフ1基、床下に電動空気圧縮機と補助電源装置を備え、5100番台はパンタグラフなしで床下に車上蓄電システムを備える。

### サハ5500形
付随車である。10両編成の4両目に組み込まれ、2017年度にサハ5531 - サハ5535、2019年度にサハ5536、2022年度にサハ5537の計7両が製造された。

### サハ5550形
付随車である。10両編成の7両目に組み込まれ、2017年度にサハ5581 - サハ5585、2019年度にサハ5586、2022年度にサハ5587の計7両が製造された。

### クハ5700形
新宿寄り制御車である。2017年度にクハ5731 - クハ5735、2019年度にクハ5736、2022年度にクハ5737の計7両が製造された。

### クハ5750形
京王八王子寄り制御車である。2017年度にクハ5781 - クハ5785、2019年度にクハ5786、2022年度にクハ5787の計7両が製造された。

## 編成表
- 全車10両編成で、車両番号末尾31 / 81から附番されている。
- ■の網掛けの車両番号はリクライニング機能付きのデュアルシートを採用した車両。

|          |                 | ← 新宿・本八幡京王八王子・高尾山口・橋本 →        |                                                   |                                                   |                                                   |                                                   |                                                   |                                                   |                                                   |                                                   |                                                   | |
| 形式     | 形式            | クハ5700                                          | デハ5000                                          | デハ5050                                          | サハ5500                                          | デハ5000                                          | デハ5050                                          | サハ5550                                          | デハ5000                                          | デハ5050                                          | クハ5750                                          | |
| 区分     | 区分            | Tc1                                               | M1                                                | M2                                                | T1                                                | M1'                                               | M2'                                               | T2                                                | M1''                                              | M2''                                              | Tc2                                               | |
| 車両番号 | 車両番号        | 5731 5732 5733 5734 5735 5736 5737 5738 5739 5740 | 5031 5032 5033 5034 5035 5036 5037 5038 5039 5040 | 5081 5082 5083 5084 5085 5086 5087 5088 5089 5090 | 5531 5532 5533 5534 5535 5536 5537 5538 5539 5540 | 5131 5132 5133 5134 5135 5136 5137 5138 5139 5140 | 5181 5182 5183 5184 5185 5186 5187 5188 5189 5190 | 5581 5582 5583 5584 5585 5586 5587 5588 5589 5590 | 5231 5232 5233 5234 5235 5236 5237 5238 5239 5240 | 5281 5282 5283 5284 5285 5286 5287 5288 5289 5290 | 5781 5782 5783 5784 5785 5786 5787 5788 5789 5790 | 2017年6月 2017年9月 2017年10月 2017年11月 2017年12月 2019年12月 2022年10月 2024年1月 2024年12月 2025年3月 |
| 搭載機器 | 搭載機器        |                                                   | CON・PT                                           | SIV・CP・PT                                       |                                                   | CON・PT                                           | BT                                                |                                                   | CON・PT                                           | SIV・CP・PT                                       |                                                   | |
| 自重     | 自重            | 25.5 t                                            | 34.0 t                                            | 33.0 t                                            | 25.0 t                                            | 33.0 t                                            | 25.0 t                                            | 25.0 t                                            | 34.0 t                                            | 33.0 t                                            | 25.5 t                                            | |
| 定員     | クロス シート時 | 115                                               | 126                                               | 126                                               | 126                                               | 126                                               | 126                                               | 126                                               | 126                                               | 126                                               | 115                                               | |
| 定員     | ロング シート時 | 119                                               | 130                                               | 130                                               | 130                                               | 130                                               | 130                                               | 130                                               | 130                                               | 130                                               | 119                                               | |
| 座席定員 | 座席定員        | 39                                                | 45                                                | 45                                                | 45                                                | 45                                                | 45                                                | 45                                                | 45                                                | 45                                                | 39                                                | |

凡例Tc …制御車、M …中間電動車、T…付随車、CON…制御装置、SIV…補助電源装置（静止形インバータ）、CP…電動空気圧縮機、PT…集電装置（京王八王子寄り）、BT…車上蓄電システム

## 運用
乗客の着席ニーズに対応するため、京王で初めての座席指定制列車への充当を目的として導入された。京王線内、都営新宿線内で試運転ののち、2017年（平成29年）9月29日から京王線の一般列車用として営業運転を開始した。
2018年（平成30年）2月22日の京王線ダイヤ改正から「京王ライナー」の全列車に充当されるようになったほか、京王線・都営新宿線の一般列車にも使用される。
臨時列車では元日の「迎光号」「迎春号」、3・11・12月には行楽期の臨時列車「Mt.TAKAO号」「高尾山ハイキング号」、ゴールデンウィーク期には多摩動物公園行きの「キッズパークたまどう号」などにも使用。

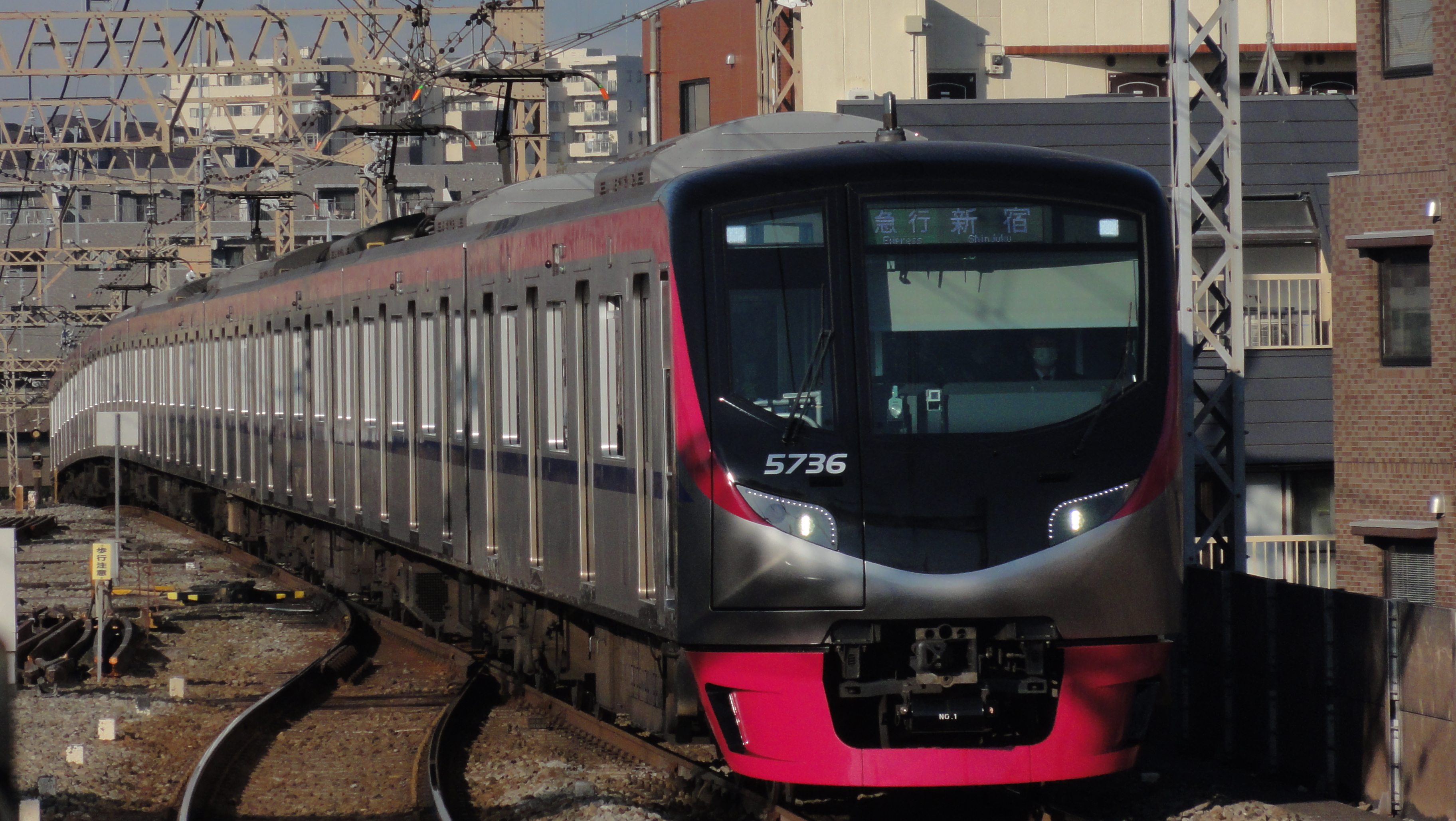
朝の急行運用につく5000系（2021年1月 八幡山駅）
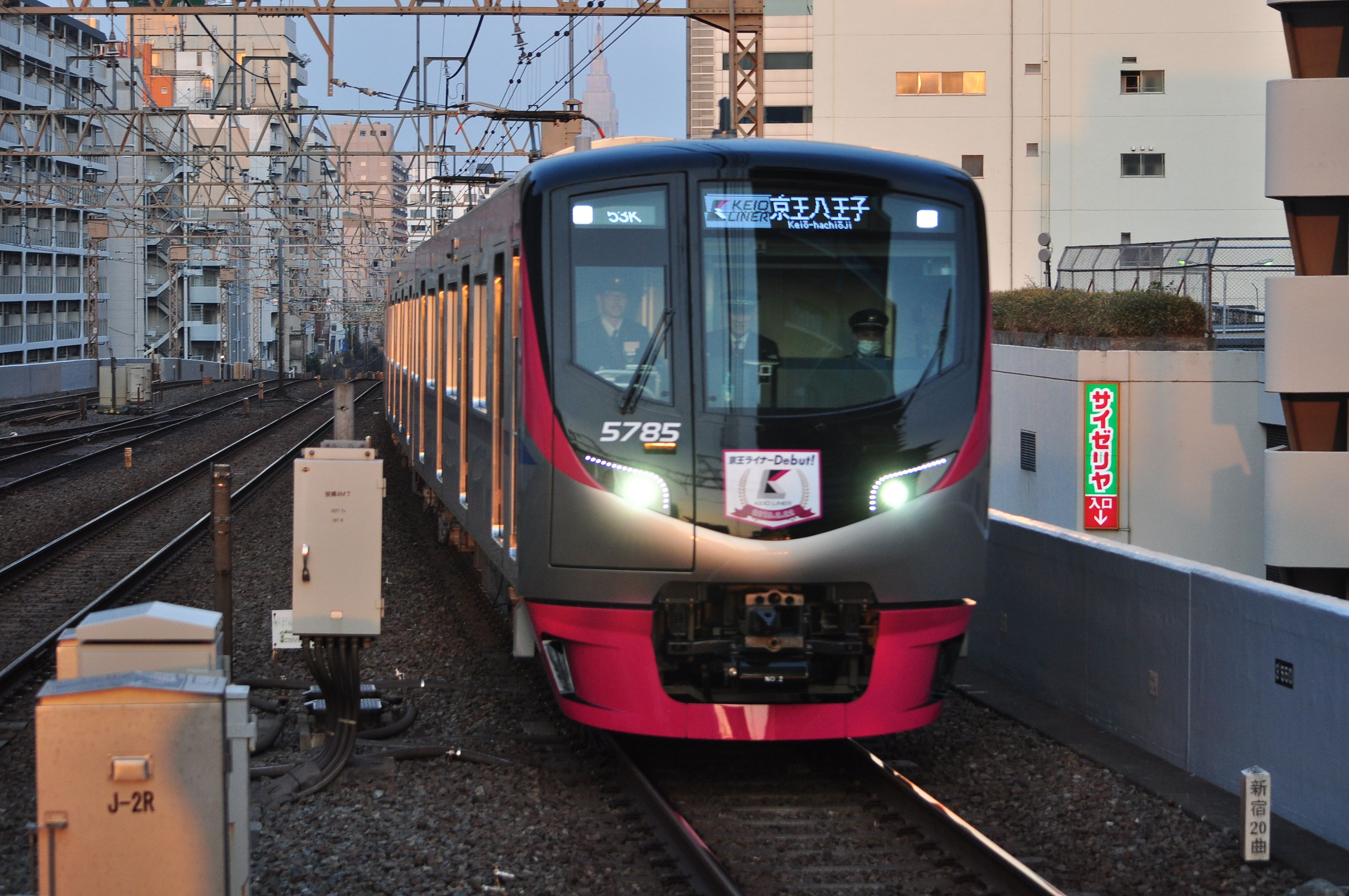
京王ライナー1号の運用に就く5000系 （2018年2月24日 笹塚駅）